# Neunkirchen am Brand
Neunkirchen am Brand es un municipio e histórico mercado situado en el distrito de Forchheim, en el estado federado de Baviera (Alemania), con una población a finales de 2016 de unos 8020 habitantes.
Se encuentra ubicado en la zona centro-norte del estado, al sur de la región administrativa de Alta Franconia, marcando el límite suroccidental de la región conocida como la Suiza Francona.